# Edafón

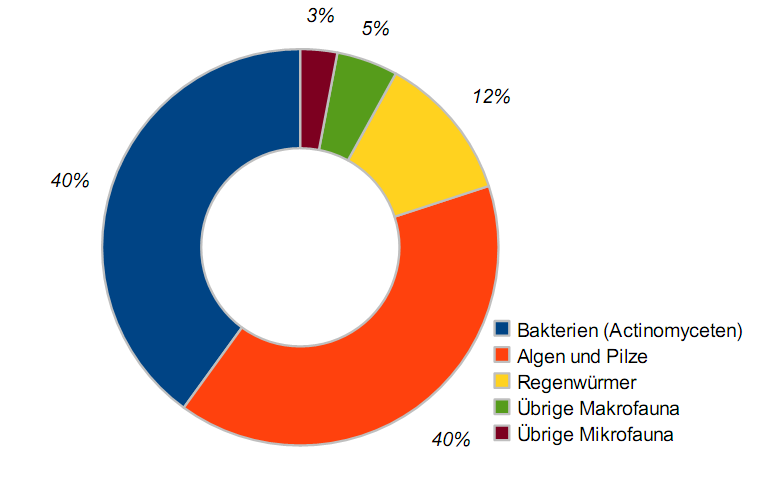
Composición del edafón

En ecología y pedología se llama edafón a la biota específica del suelo. La palabra aplica al suelo (edaphos), el modelo de la palabra plancton. La parte fundamental del edafón consiste en microorganismos procarióticos, hongos y pequeños animales. Por su actividad biológica el suelo alcanza muchos de los rasgos de su composición e incluso de su estructura; y por la actividad metabólica del edafón el suelo es la sede de procesos fundamentales para los ciclos de los elementos, que los mantienen a disposición de la vida.
Es posible diferenciar entre edafoflora, formada por componentes vegetales del edafón, y una edafofauna, formada por los organismos “animales”. Tal distinción es útil en la medida en que lo es la distinción entre vegetales y animales, ampliamente superada en el estudio de la diversidad biológica.

## Hábitats
En el suelo existen compartimentos biológicamente diferenciados, en relación con los fluidos intersticiales y en función de la profundidad. La mayor parte de la actividad biológica se concentra en el horizonte superficial, especialmente la hojarasca. Ésta representa la transición con medios externos al suelo pero relacionados, como los troncos muertos y las galerías de insectos, que a menudo comparten algunas de las mismas especies. Las capas superficiales están sometidas a diferencias de temperatura especialmente marcadas, sobre todo en ecosistemas con poca cobertura vegetal, mientras los niveles inferiores presentan por el contrario una gran estabilidad térmica que hace, por ejemplo, que la temperatura otoñal pueda ser mayor en niveles profundos que en otros más superficiales.
La distinción principal es entre agua del suelo, adherida a las partículas, en la que habitan microorganismos procarióticos (bacterias y arqueas) y eucarióticos (principalmente protistas). El aire del suelo presenta una composición especial, pobre en O2 y enriquecida en CO2, por la falta de luz y de fotosíntesis en cuanto bajamos de la superficie mientras se mantiene la actividad aerobia. En el aire del suelo habitan animales de grupos adaptados a la respiración aérea, principalmente artrópodos.

## Edafoflora
De la edafoflora forman parte las bacterias y arqueas, los hongos verdaderos, y aquellos protistas de nutrición osmótrofa (por absorción), la mayoría de los cuales han sido históricamente confundidos con hongos. En la capa más superficial habita un cierto número de protistas fotosintetizadores y de cianobacterias. También contribuyen a la vida del suelo las plantas con sus partes de la edafoflora.

### Bacterias
Las bacterias (reino Bacteria) de los suelos son descomponedoras o quimiosintetizadoras. Las descomponedoras son generalmente aerobias o microaerofílicas, aunque algunas aprovechan la abundancia local de sustancias minerales oxidantes para practicar la respiración anaerobia. Un grupo de bacterias especialmente importante en los suelos son los actinomicetes, responsables del olor a tierra tan patente después de la lluvia.
Las arqueas tiene una importante presencia en los suelos. Han sido detectadas, como en la mayoría de los ambientes, por técnicas modernas de amplificación genética (semejantes a las aplicadas a la identificación en medicina forense), pero no han sido cultivadas ni se conoce bien sus modos de vida.

### Hongos
La mayor parte de las plantas llevan hongos simbióticos, llamados micorrizas, asociados a sus raíces. Las micorrizas sirven de alimento a muchos pequeños animales del suelo. El capítulo principal entre los hongos del suelo corresponde a saprofitos, descomponedores que reciclan materia orgánica. Llegan a superar en este papel a las bacterias, sobre todo en suelos ácidos de climas fríos y húmedos. También hay patógenos y parásitos que afectan a las raíces o tallos subterráneos de las plantas. Un ejemplar de Armillaria ostoyae, que produce la podredumbre blanca de las raíces, ostenta el récord de dimensiones de un organismo, con su micelio extendiéndose en más de 8 km² y una masa estimada de 7000 toneladas.

### Fotoautótrofos
La biota del suelo incluye poca biomasa de productores primarios, pero existen formas especializadas de fotosintetizadores incluso en los suelos de costra y desérticos. Su presencia se limita a, como mucho, los primeros centímetos del suelo. Se trata sobre todo de cianobacterias, diatomeas, como Hanztschia, xantófitas, como Vaucheria o Botrydiopsis, y líquenes incrustantes.

## Edafofauna
Se han descrito varias decenas de miles de especies propias de la edafofauna, que forman familias, órdenes y aun filos enteros. En la fauna del suelo encontramos grupos muy especializados, por la particularidad de las condiciones que se dan allí, que suelen ser a la vez muy primitivos, porque gracias a la extensión y continuidad de los sistemas edáficos en ellos han sobrevivido muchos fósiles vivientes.
La mayor biomasa animal corresponde en suelos blandos y húmedos a los anélidos oligoquetos comúnmente llamados en castellano lombrices de tierra. Estos avanzan a través del suelo tragándolo y abandonando, tras digerir una parte de la materia orgánica, una mezcla íntima, neutra y porosa, de arcillas y sustancias biológicas que contribuye como ningún otro factor a la fertilidad del suelo.
Un segundo capítulo lo forman pequeños artrópodos detritívoros, entre los que destacan los ácaros, especialmente los oribátidos, los diplópodos y los colémbolos. Junto a éstos, otros dos grupos de hexápodos, los proturos y los dipluros son más o menos exclusivos del suelo. Otro grupo notable propio de la edafofauna son los tardígrados, estrechamente emparentado con los artrópodos. Algunos insectos, como los escarabajos estafilínidos, y arañas, como los licósidos habitan la superficie del suelo, escondiéndose en galerías, bajos las piedras o entre la hojarasca. Muchos escarabajos y algunas chinches pasan alguna fase de su desarrollo enterrados en el suelo. 
Un caso especial es el de especies de la epifauna (de la superficie) que buscan regularmente en el suelo su refugio, como hacen muchos pequeños mamíferos, o que hibernan enterrándose. Algunos habitantes permanentes del suelo proceden de estirpes aéreas y han desarrollado recientemente las adaptaciones para ello, como ocurre con los topos y otros animales cuyo nombre frecuentemente alude a los anteriores, como los grillotopos o las ratas topo.
- Datos: Q1282599